# موریتس هییر
موریتس هییر (انگلیسی: Moritz Heyer؛ زادهٔ ۴ آوریل ۱۹۹۵) بازیکن فوتبال اهل آلمان است.
از باشگاه‌هایی که در آن بازی کرده‌است می‌توان به باشگاه فوتبال هالشر، باشگاه فوتبال اسنابروک، و باشگاه فوتبال هامبورگ اشاره کرد.